# سيرج غينسبور
كان سيرج غينسبور (Serge Gainsbourg)، المولود في لوسيان غينسبور (
تنطق بالفرنسية: [sɛʁʒ ɡɛ̃sbuʁ]
؛ 2 من أبريل 1928م – 2 من مارس 1991م)، كاتب أغاني، وشاعرًا، وملحنًا، وفنانًا، وممثلاً ومخرجًا فرنسيًا. وهو أحد أهم الشخصيات في الموسيقى الفرنسية الشعبية، وكان مشهورًا بتصريحاته الاستفزازية والفاضحة في كثير من الأحيان، فضلا عن إنتاجاته الفنية المتنوعة، التي تجسدها أنواع تتراوح بين الجاز، وشانسون (chanson)، والبوب، ويي يي، والريغي، والفونك، والروك، والإلكترونية وموسيقى الديسكو. أسلوب غينسبور الموسيقي المتنوع للغاية جعل منه شخصية يصعب تصنيفها. وقد ثبت إرثه الفني بصورة راسخة، وفي كثير من الأحيان كان يتم اعتباره أحد الموسيقيين الشعبيين الأكثر تأثيرًا في العالم.

## وصلات خارجية
- Serge Gainsbourg official site (بالفرنسية)
- سيرج غينسبور على موقع IMDb (الإنجليزية)
- سيرج غينسبور على موقع ميتاكريتيك (الإنجليزية)
- سيرج غينسبور على موقع روتن توميتوز (الإنجليزية)
- سيرج غينسبور على موقع ألو سيني (الفرنسية)
- سيرج غينسبور على موقع ميوزك برينز (الإنجليزية)
- سيرج غينسبور على موقع أول موفي (الإنجليزية)
- سيرج غينسبور على موقع قاعدة بيانات الأفلام السويدية (السويدية)
- سيرج غينسبور على موقع إن إن دي بي (الإنجليزية)
- سيرج غينسبور على موقع أول ميوزيك (الإنجليزية)
- سيرج غينسبور على موقع ديسكوغز (الإنجليزية)
- سيرج غينسبور على موقع ديسكوغز (الإنجليزية)
- سيرج غينسبور التسجيلات من ديسكاغز.كوم
- The lyrics of Serge Gainsbourg in English